# The Desert Sheik
The Desert Sheik er en amerikansk stumfilm fra 1924 af Tom Terriss.

## Medvirkende
- Wanda Hawley som Corinne Adams
- Nigel Barrie som Major Egerton
- Pedro de Cordoba som Ibrahim
- Edith Craig som Miss Adams
- Arthur M. Cullin som Charles Roden
- Stewart Rome som Reverend Roden
- Douglas Munro som Mansoor
- Percy Standing som Stephen Belmont
- Cyril Smith som Howard Cecil
- Hamed El Gabrey som Emir